# De gele hond
De gele hond (Frans: Le chien jaune) is een politieroman van Georges Simenon, in 1931 gepubliceerd bij Fayard. Simenon schreef het verhaal in maart 1931 in Hôtel La Michaudière, kasteel van Guigneville-sur-Essonne.

## Personages
- M. Mostaguen, wijnhandelaar.
- Commissaris Maigret.
- Ernest Michoux. Dertiger, niet-praktiserend arts die in bouwprojecten belegt. Gescheiden zonder kinderen, woont samen met zijn moeder, een weduwe.
- Emma, serveerster in het Hôtel de l'Amiral, ongehuwd, 24 jaar.
- Léon Le Guérec, voormalig zeeman, dertiger.
- Jean Goyard, alias Jean Servières, journalist en vriend van Michoux.
- Inspecteur Leroy, assisteert Maigret, 25 jaar.

## Plot
Maigret is voor een tijdje toegewezen aan de Brigade mobile in Rennes. In het havenstadje Concarneau in Bretagne wordt M. Mostaguen, Concarneaus grootste wijnhandelaar, neergeschoten bij het verlaten van Café Amiral. Alles lijkt erop te wijzen dat hij slechts een toevallig slachtoffer is. In het Hôtel de l’Amiral ontmoet Maigret kennissen en vrienden van Mostaguen. Ernest Michoux, een niet-praktiserend arts en vastgoedinvesteerder, merkt poeder op in de drankjes die ze besteld hebben bij Maigrets komst. Het blijkt strychnine te zijn. De volgende dag verdwijnt Jean Servières, een ander lid van de groep. In zijn achtergelaten auto worden bloedsporen gevonden. Het anders zo vredige Concarneau is in rep en roer, en journalisten strijken neer in het stadje om de gebeurtenissen van nabij te volgen. Er volgen nog meer aanslagen en moorden. Een plaatselijke krant publiceert een alarmerend bericht over een gele zwerfhond die op de avond van de eerste aanslag verscheen en die ongetwijfeld te maken heeft met de gebeurtenissen.

## Verfilmingen
- Le Chien jaune, Franse film van Jean Tarride met Abel Tarride als Maigret. Uitgekomen op 20 augustus 1932.
- Le Chien jaune (eerste versie, in zwart-wit), Franse telefilm van Claude Barma, met Jean Richard in de hoofdrol, uitgezonden op Antenne2 in 1968.
- Le Chien jaune (tweede versie, in kleur), Franse telefilm van Pierre Bureau, met Jean Richard in de hoofdrol, uitgezonden op Antenne2 in 1988.
- Zalozhniki Strakha, Russische tv-film met Yuri Yevsyukov als Maigret, uitgebracht in 1993.